# Mlin na veter
Mlin na veter so uporabljali v visokem srednjem veku in zgodnjem novem veku za mletje žita. Horizontalna ali panemona vetrnica se je prvič pojavila v Perziji v 9. stoletju, vertikalna vetrnica pa se je prvič pojavila v severozahodni Evropi v 12. stoletju.  Danes je na Nizozemskem približno 1000 mlinov na veter, ki veljajo za ikono nizozemske kulture 

## Predhodniki
Stroji na veter so bili morda znani že prej, vendar ni jasnih dokazov o mlinih na veter pred 9. stoletjem. Heron Aleksandrijski (Heron) v rimskem Egiptu v prvem stoletju je opisal nekaj, kar je videti kot kolo, ki ga poganja veter in poganja stroj. Njegov opis orgel, ki jih poganja veter, ni praktičen mlin na veter, temveč je šlo bodisi za zgodnjo igračo, ki jo poganja veter, bodisi za koncept oblikovanja za stroj na veter, ki je lahko bil ali pa tudi ne delujoča naprava, saj je v besedilu dvoumnost in težave z zasnovo. Še en zgodnji primer kolesa, ki ga poganja veter, je bilo molitveno kolo, za katerega se domneva, da so ga prvič uporabili v Tibetu in na Kitajskem, čeprav obstaja negotovost glede datuma njegovega prvega pojava, ki bi lahko bil bodisi ok. 400, 7. stoletje  ali po 9. stoletju. 
Eden od najzgodnejših najdenih delujočih modelov mlinov na veter je bil izumljen okoli leta 700 – 900 našega štetja v Perziji. Ta zasnova je bila panemona z navpičnimi lahkimi lesenimi jadri, pritrjenimi z vodoravnimi oporniki na osrednjo navpično gred. Najprej je bil zgrajen za črpanje vode, nato pa je bil prirejen tudi za mletje žita.

## Horizontalne vetrnice
Prve praktične mline na veter so bile vetrnice panemone, ki so uporabljale jadra, ki so se vrtela v vodoravni ravnini okoli navpične osi. Ti mlini na veter so bili sestavljeni iz šestih do dvanajstih jader, prekritih z zastirko iz trstičja ali blaga, uporabljali pa so jih za mletje žita ali črpanje vode. Srednjeveško poročilo poroča, da so tehnologijo mlinov na veter uporabljali v Perziji in na Bližnjem vzhodu med vladavino rašidunskega kalifa Umarja ibn al-Khattaba (r. 634–644), ki temelji na kalifovem pogovoru s perzijskim gradbenim sužnjem. Verodostojnost dela anekdote o kalifu Umarju je vprašljiva, ker je bila zapisana šele v 10. stoletju. Perzijski geograf Estakhri je že v 9. stoletju poročal o mlinih na veter v Horasanu (vzhodni Iran in zahodni Afganistan).  Takšni mlini na veter so bili v široki uporabi na Bližnjem vzhodu in v Srednji Aziji, kasneje pa so se od tam razširili v Evropo, Kitajsko in Indijo. Do 11. stoletja je vetrnica z navpično osjo dosegla dele južne Evrope, vključno z Iberskim polotokom (preko Al Andaluza) in Egejskim zmorjem (na Balkanu). Podobno vodoravno vetrnico s pravokotnimi lopaticami, ki se je uporabljala za namakanje, lahko najdemo tudi na Kitajskem v 13. stoletju (v času dinastije Jurchen Jin na severu), uvedeno s potovanjem Yelü Chucaija v Turkestan leta 1219.
Mlini na veter z navpično osjo so bili zgrajeni v majhnem številu v Evropi v 18. in 19. stoletju, na primer Fowlerjev mlin v Battersea v Londonu in Hooperjev mlin v Margateu v Kentu. Zdi se, da na te zgodnje novoveške primere niso neposredno vplivale vetrnice z navpično osjo iz srednjega veka, temveč so bili neodvisni izumi inženirjev iz 18. stoletja.

## Vertikalne vetrnice
Vodoravna ali navpična vetrnica (tako imenovana zaradi ravnine gibanja njenih jader) je razvoj iz 12. stoletja, prvič uporabljena v severozahodni Evropi, v trikotniku severne Francije, vzhodne Anglije in Flandrije. Ni jasno, ali je na vertikalni mlin na veter vplivala uvedba horizontalnega mlina na veter iz Perzije-Bližnjega vzhoda v južno Evropo v prejšnjem stoletju.
Najzgodnejša zanesljiva omemba mlina na veter v severni Evropi (domneva se, da je bil navpičnega tipa) izvira iz leta 1185, v nekdanji vasi Weedley v Yorkshiru, ki je na južnem koncu Wolda s pogledom na ustje reke Humber. Najdenih je bilo tudi nekaj zgodnejših, vendar manj zanesljivo datiranih evropskih virov iz 12. stoletja, ki omenjajo mline na veter. Ti najzgodnejši mlini so bili uporabljeni za mletje žit.

### Stebrični mlin
Trenutni dokazi so, da je bil najzgodnejši tip evropskega mlina na veter stebričasti mlin, tako imenovan zaradi velikega pokončnega stebra, na katerem je uravnovešena glavna konstrukcija mlina (»telo«). Če je telo nameščeno na ta način, se lahko mlin vrti v smeri vetra; bistvena zahteva za gospodarno delovanje mlinov na veter v severozahodni Evropi, kjer so smeri vetra spremenljive. Telo vsebuje vse rezkalne stroje. Prvi stebrni mlini so bili potopljenega tipa, kjer je bil stebriček zakopan v zemeljski nasip, da bi ga podpiral. Kasneje se je razvila lesena podpora, imenovana kozarec. To je bilo pogosto pokrito ali obdano z okroglo hišo, da bi zaščitila podstavek pred vremenskimi vplivi in zagotovila prostor za shranjevanje. Ta vrsta mlinov na veter je bila najpogostejša v Evropi vse do 19. stoletja, ko so jih zamenjali močnejši stolpni in mlini na veter.

#### Mlin z votlimi stebri
Pri mlinu z votlimi stebri je drog, na katerega je nameščeno telo, izdolben, da se namesti pogonska gred. Tako je mogoče poganjati stroje pod ali zunaj telesa, medtem ko lahko še vedno vrtite telo v veter. Mline z votlimi stebri, ki so poganjali zajemalke, so na Nizozemskem uporabljali za izsuševanje mokrišč od 14. stoletja naprej.

### Stolpni mlin
Konec 13. stoletja je bil uveden zidan stolpni mlin, na katerem se vrti le kapa in ne celotno telo mlina. Širjenje stolpnih mlinov je prišlo z rastočim gospodarstvom, ki je zahtevalo večje in stabilnejše vire energije, čeprav je bila njihova gradnja dražja. V nasprotju s stebričastim mlinom je treba pri stolpnem mlinu v veter obrniti le kapo, tako da je glavna konstrukcija lahko veliko višja, kar omogoča daljša jadra, kar jim omogoča koristno delo tudi ob nizkih vetrovih. Pokrov se lahko obrne v veter bodisi z vitli ali zobniki znotraj pokrova ali z vitla na repu zunaj mlina. Metoda za samodejno zadrževanje kapice in jader v vetru je uporaba pahljače, majhne vetrnice, nameščene pod pravim kotom na jadra, na zadnji strani vetrnice. Te so nameščene tudi na repnih stebrih mlinov in so običajne v Veliki Britaniji in angleško govorečih državah nekdanjega britanskega imperija, na Danskem in v Nemčiji, drugje pa redke. V nekaterih delih Sredozemskega morja so zgradili stolpne mline s fiksnimi kapami, ker se smer vetra večino časa malo spreminja. 

### Haljasti mlin
Haljasti mlin je poznejši razvoj stolpnega mlina, kjer je zidani stolp nadomeščen z lesenim ogrodjem, imenovanim »halja« (smok), ki je pokrit s slamo, deskami ali prekrit z drugimi materiali, kot so skrilavec, pločevina ali katranski papir. Obloga je običajno osmerokotne oblike, čeprav obstajajo primeri z različnim številom stranic. Zaradi manjše teže od stolpnih mlinov so haljasti mlini praktični kot drenažni mlini, ki jih je bilo pogosto treba zgraditi na območjih z nestabilnim podtaljem. Haljasti mlini izvirajo iz drenaže, vendar se uporabljajo tudi za druge namene. Pri uporabi v pozidanem območju je pogosto postavljen na zidano podlago, da se dvigne nad okoliške zgradbe. 

## Mehanika

### Jadra
Navadna jadra so sestavljena iz rešetkastega ogrodja, na katerem je razprostrto platno za jadra. Mlinar lahko prilagodi količino razgrnjenega blaga glede na veter in potrebno moč. V srednjeveških mlinih je bila tkanina za jadra navita v in iz stopničaste razporeditve jader. Kasnejša mlinska jadra so imela mrežasto ogrodje, preko katerega je bila razgrnjena tkanina za jadra, v hladnejših podnebjih pa so tkanino nadomestile lesene letvice, ki so bile lažje za rokovanje v mrazu. Flok jadro običajno najdemo v sredozemskih državah in je sestavljeno iz preprostega trikotnika iz blaga, ki je navito okrog droga.
Na Nizozemskem so za dajanje signalov že dolgo uporabljali mirujoč položaj jader, torej ko mlin ne deluje. Če so lopatice ustavljene v znaku "+" (3-6-9-12 ure), je vetrnica odprta za obratovanje. Ko so lopatice ustavljene v konfiguraciji "X", je vetrnica zaprta ali ne deluje. Rahel nagib jader (zgornja lopatica na 1 uri) signalizira veselje, kot je rojstvo zdravega otroka. Nagib lopatic na 11-2-5-8 uro signalizira žalovanje ali opozorilo. Uporabljali so ga za signalizacijo lokalne regije med nacističnimi operacijami v drugi svetovni vojni, na primer pri iskanju Judov. Po vsej Nizozemski so mline na veter postavili v položaj žalovanja v čast nizozemskim žrtvam sestrelitve leta MH17 družbe Malaysian Airlines leta 2014.

### Mehanizmi
Zobniki v mlinu na veter prenašajo moč iz rotacijskega gibanja jader na mehansko napravo. Jadra se nosijo na vodoravni vetrni gredi. Vetrobranske gredi so lahko v celoti izdelane iz lesa, lesa s koncem palice iz litega železa (kjer so nameščena jadra) ali v celoti iz litega železa. Zavorno kolo je nameščeno na vetrobranski gredi med sprednjim in zadnjim ležajem. Ima zavoro okoli zunanjega roba in zobe na strani platišča, ki poganjajo vodoravni zobnik, imenovan valovnik, na zgornjem koncu navpične pokončne gredi. V mlinih za zmletje veliko čelno kolo, nižje po pokončni gredi, poganja eno ali več kamenih matic na gredi, ki poganjajo vsak mlinski kamen. Stebrni mlini imajo včasih glavno in/ali repno kolo, ki poganja matice neposredno, namesto čelnega zobnika. Dodatni zobniki poganjajo dvigalo za vreče ali druge stroje. Stroji se razlikujejo, če se vetrnica uporablja za druge namene kot za mletje žita. Drenažni mlin uporablja drug niz zobnikov na spodnjem koncu pokončne gredi za pogon zajemalnega kolesa ali Arhimedovega vijaka. Žage uporabljajo ročično gred za zagotavljanje izmeničnega gibanja žag. Mline na veter so uporabljali za pogon številnih drugih industrijskih procesov, vključno z mlini za papir, mlatilnicami in za predelavo oljnic, volne, barv in izdelkov iz kamna.
- Izometrična risba mehanizma vetrnice Beebe
- Skica haljastega mlina v Meophamu, Kent
- Prerez stebričnega mlina
- Vetrobran, zavorno kolo in zavorni bloki v tovarni d'Admiraal v Amsterdamu
- Notranji pogled, Pantigo vetrnica, East Hampton, New York Historic American Buildings Survey
- Tehnična risba nizozemskega mlina za izsuševanje zemlje iz leta 1793
- 1813 tehnična risba

## Širjenje in zaton
V 14. stoletju so mlini na veter postali priljubljeni v Evropi; skupno število mlinov na veter naj bi bilo na vrhuncu leta 1850 približno 200.000, kar je skromno v primerjavi s približno 500.000 vodnimi kolesi. Mline na veter so uporabljali v regijah, kjer je bilo premalo vode, kjer reke pozimi zamrznejo in v ravninah, kjer je bil tok reke prepočasen, da bi zagotovil potrebno moč. S prihodom industrijske revolucije se je pomen vetra in vode kot primarnih industrijskih virov energije zmanjšal in ju je sčasoma nadomestila para (v parnih mlinih) in motorji z notranjim zgorevanjem, čeprav so mline na veter še naprej gradili v velikem številu do konca devetnajstega stoletja. Nedavno so bili mlini na veter ohranjeni zaradi njihove zgodovinske vrednosti, v nekaterih primerih kot statični eksponati, ko so starinski stroji preveč krhki, da bi jih lahko pognali, v drugih primerih pa kot popolnoma delujoči mlini. 
Od 10.000 mlinov na veter, ki so bili v uporabi na Nizozemskem okoli leta 1850, jih približno 1.000 še vedno stoji. Večino teh upravljajo prostovoljci, čeprav nekateri mlini še vedno delujejo komercialno. Veliko drenažnih mlinov je bilo določenih kot rezerva sodobnim črpališčem. Okrožje Zaan naj bi bilo do konca 18. stoletja prva industrializirana regija na svetu s približno 600 delujočimi industrijami na vetrni pogon. Gospodarska nihanja in industrijska revolucija so imele veliko večji vpliv na te industrije kot na mline za žito in drenažo, zato jih je ostalo le zelo malo.
Gradnja mlinov se je razširila v Kapsko kolonijo v sedemnajstem stoletju. Zgodnji stolpni mlini niso preživeli neurja Kapskem polotoku, zato je leta 1717 Nizozemska vzhodnoindijska družba poslal tesarje, zidarje in materiale, da bi zgradili vzdržljiv mlin. Mlin, dokončan leta 1718, je postal znan kot Stari mlin (Oude Molen) in se je nahajal med postajo Pinelands in reko Black. Že zdavnaj porušen, njegovo ime pa še vedno živi kot ime tehnične šole v Pinelandsu. Do leta 1863 je imel Cape Town 11 mlinov, ki so se raztezali od Paarden Eilanda do Mowbraya.

### Vetrne črpalke
Vetrne črpalke so uporabljali za črpanje vode vsaj od 9. stoletja na območju današnjega Afganistana, Irana in Pakistana. Uporaba vetrnih črpalk je postala razširjena po muslimanskem svetu in se kasneje razširila v Vzhodno Azijo (Kitajska) in Južno Azijo (Indija). Mline na veter so pozneje v Evropi, zlasti na Nizozemskem in na območju Vzhodne Anglije v Veliki Britaniji, od poznega srednjega veka dalje v veliki meri uporabljali za izsuševanje zemljišč v kmetijske ali gradbene namene.
Ameriški mlin na veter ali vetrni motor je leta 1854 izumil Daniel Halladay in se je večinoma uporabljal za dvigovanje vode iz vodnjakov. Večje različice so uporabljali tudi za opravila, kot so žaganje lesa, sekljanje sena ter luščenje in mletje žita. V zgodnji Kaliforniji in nekaterih drugih zveznih državah je bil mlin na veter del samostojnega domačega vodovodnega sistema, ki je vključeval ročno izkopan vodnjak in lesen vodni stolp, ki je podpiral rezervoar iz sekvoje, obdan z leseno stransko ograjo, znan kot cisterna . V poznem 19. stoletju so jeklene lopatice in jekleni stolpi nadomestili leseno konstrukcijo. Na vrhuncu leta 1930 je bilo po ocenah v uporabi približno 600.000 enot. Podjetja, kot so US Wind Engine and Pump Company, Challenge Wind Mill in Feed Mill Company, Appleton Manufacturing Company, Star, Eclipse, Fairbanks-Morse, Dempster Mill Manufacturing Company in Aermotor, so postala glavni dobavitelji v Severni in Južni Ameriki. Te vetrne črpalke se v veliki meri uporabljajo na kmetijah in rančih v ZDA, Kanadi, Južni Afriki in Avstraliji. Imajo veliko število lopatic, zato se pri šibkem vetru obračajo počasi z znatnim navorom, pri močnem vetru pa so samoregulativne. Menjalnik na vrhu stolpa in ročična gred pretvarjata rotacijsko gibanje v izmenične gibe, ki se prenašajo navzdol skozi palico do spodnjega cilindra črpalke. Takšni mlini so črpali vodo in poganjali mline za krmo, žage in kmetijske stroje.
V Avstraliji sta brata Griffiths v Toowoombi od leta 1876 izdelovala mline na veter ameriškega vzorca, s trgovskim imenom Southern Cross Windmills v uporabi od leta 1903. Ti so postali ikona avstralskega podeželskega sektorja z uporabo vode Velikega arteškega bazena .  Drug znan proizvajalec je bil Metters Ltd. iz Adelaide, Pertha in Sydneyja.